# Paraembolides grayi
Paraembolides grayi is een spinnensoort uit de familie Hexathelidae. De soort komt voor in New South Wales.